# Samoa américaines aux Jeux olympiques d'été de 2012
Les Samoa américaines participent aux Jeux olympiques d'été de 2012 à Londres. Il s'agit de leur 7e participation aux Jeux olympiques d'été.

## Athlétisme
Les athlètes samoans américains qualifiés aux épreuves d'athlétisme sont au nombre de deux. Pour chaque épreuve, un pays peut engager trois athlètes à condition qu'ils aient réussi chacun les minima A de qualification, un seul athlète par nation est inscrit sur la liste de départ si seuls les minima B sont réussis. Les athlètes laos ont obtenu des invitations (wildcards) pour participer au compétitions d'athlétismes.
Hommes
| Athlète        | Épreuve | Séries   | Séries | Quarts de finale | Quarts de finale | Demi-finales  | Demi-finales  | Finale        | Finale        |
| Athlète        | Épreuve | Résultat | Rang   | Résultat         | Rang             | Résultat      | Rang          | Résultat      | Rang          |
| -------------- | ------- | -------- | ------ | ---------------- | ---------------- | ------------- | ------------- | ------------- | ------------- |
| Elama Fa’atonu | 100 m   | 11 s 48  | 7      | Pas qualifiée    | Pas qualifiée    | Pas qualifiée | Pas qualifiée | Pas qualifiée | Pas qualifiée |

## Judo
Un judoka samoan américain a été invité.
| Athlète     | Compétition            | 1/16 de finale           | 1/8 de finale       | Quarts de finale    | Demi-finales        | Repêchage 1         | Repêchage 2         | Finale              | Finale       |
| Athlète     | Compétition            | Adversaire Résultat      | Adversaire Résultat | Adversaire Résultat | Adversaire Résultat | Adversaire Résultat | Adversaire Résultat | Adversaire Résultat | Rang         |
| ----------- | ---------------------- | ------------------------ | ------------------- | ------------------- | ------------------- | ------------------- | ------------------- | ------------------- | ------------ |
| Anthony Liu | Moins de 100 kg hommes | Borodavko Perd 0000–0100 | Pas qualifié        | Pas qualifié        | Pas qualifié        | Pas qualifié        | Pas qualifié        | Pas qualifié        | Pas qualifié |

## Lutte
Un lutteur samoan américain s'est qualifié pour les Jeux olympiques.
Lutte libre hommes
| Athlète              | Compétition | Qualification        | Premier tour        | Quarts de finale    | Demi-finales        | Repêchage 1         | Repêchage 2         | Final               | Final        |
| Athlète              | Compétition | Adversaire Résultat  | Adversaire Résultat | Adversaire Résultat | Adversaire Résultat | Adversaire Résultat | Adversaire Résultat | Adversaire Résultat | Rang         |
| -------------------- | ----------- | -------------------- | ------------------- | ------------------- | ------------------- | ------------------- | ------------------- | ------------------- | ------------ |
| Nathaniel Tuamoheloa | -96 kg      | Isokawa Perd 0–5 VPB | Pas qualifié        | Pas qualifié        | Pas qualifié        | Pas qualifié        | Pas qualifié        | Pas qualifié        | Pas qualifié |

## Natation
Les nageurs samoans américains ont atteint les minima de qualification dans les épreuves suivantes (au maximum 2 nageurs peuvent être qualifiés s'ils ont réussi les minima olympiques et un seul nageur pour les minima propres à chaque sélection), :
Hommes
| Athlète        | Épreuve         | Séries  | Séries | Demi-finales | Demi-finales | Finale       | Finale       |
| Athlète        | Épreuve         | Temps   | Rang   | Temps        | Rang         | Temps        | Rang         |
| -------------- | --------------- | ------- | ------ | ------------ | ------------ | ------------ | ------------ |
| Ching Maou Wei | 50 m nage libre | 27 s 30 | 51     | Pas qualifié | Pas qualifié | Pas qualifié | Pas qualifié |

Femmes
| Athlète       | Épreuve          | Séries  | Séries | Demi-finales  | Demi-finales  | Finale        | Finale        |               |
| Athlète       | Épreuve          | Temps   | Rang   | Temps         | Rang          | Temps         | Rang          |               |
| ------------- | ---------------- | ------- | ------ | ------------- | ------------- | ------------- | ------------- | ------------- |
| Megan Fonteno | 100 m nage libre | 57 s 45 | 35     | Pas qualifiée | Pas qualifiée | Pas qualifiée | Pas qualifiée | Pas qualifiée |